# Stephan Mølvig
Stephan Mølvig (Odense, 13 de febrero de 1979) es un deportista danés que compitió en remo.
Participó en los Juegos Olímpicos de Atenas 2004, obteniendo una medalla de oro en la prueba de cuatro sin timonel ligero. Ganó tres medallas en el Campeonato Mundial de Remo entre los años 2001 y 2003.

## Palmarés internacional
| Juegos Olímpicos   | Juegos Olímpicos | Juegos Olímpicos | Juegos Olímpicos          |
| Año                | Lugar            | Medalla          | Prueba                    |
| ------------------ | ---------------- | ---------------- | ------------------------- |
| 2004               | Atenas (Grecia)  | Medalla de oro   | Cuatro sin timonel ligero |
| Campeonato Mundial |                  |                  |                           |
| Año                | Lugar            | Medalla          | Prueba                    |
| 2001               | Lucerna (Suiza)  | Medalla de plata | Ocho con timonel ligero   |
| 2002               | Sevilla (España) | Medalla de oro   | Cuatro sin timonel ligero |
| 2003               | Milán (Italia)   | Medalla de oro   | Cuatro sin timonel ligero |